# Eduardo Medina Mora
Eduardo Medina Mora, né le 30 janvier 1957 à Mexico, Mexique, est un homme politique, avocat et magistrat mexicain. Il est le secrétaire à la Sécurité publique du Mexique entre le 20 septembre 2005 et le 1er décembre 2006. Il est le procureur général de la république du Mexique entre le 7 décembre 2006 et le 7 septembre 2009.

## Biographie
Il est ambassadeur du Mexique aux États-Unis du 14 janvier 2013 au 10 mars 2015.
Le 10 mars 2015, il est élu juge à la Suprema Corte de Justicia de la Nación. Il démissionne de son rôle d'ambassadeur du Mexique aux États-Unis le même jour.
Medina-Mora n'est pas et n'a jamais été affilié à aucun parti politique. Cependant, il est considéré comme proche du Parti action national (PAN), parce qu'il a commencé à travailler comme fonctionnaire du gouvernement après avoir été désigné par le premier président du PAN du Mexique, Vicente Fox, et a continué à travailler dans des postes clés du gouvernement même après la désignation du successeur de Fox, le président Felipe Calderon, également affilié au PAN.